# A lombardok
A lombardok (olaszul: I Lombardi alla prima crociata) Giuseppe Verdi négyfelvonásos operája. Szövegkönyvét Temistocle Solera írta Tommaso Grossi eposza alapján. Bemutatójára 1843. február 11-én került sor a milánói Teatro alla Scalában. A darabot Mária Lujza pármai hercegnőnek ajánlotta. Magyarországon először 1974. április 7-én mutatták be az Erkel Színházban. A darabot Verdi 1847-ben Jérusalem cím alatt átírta a párizsi Opéra számára.

## Szereplők
| Szereplő                                                              | Hangfekvés |
| --------------------------------------------------------------------- | ---------- |
| Arvino, a lombard keresztesek vezetője, Folco fia                     | tenor      |
| Pagano, remete, Folco fia                                             | basszus    |
| Viclinda, Arvino felesége                                             | szoprán    |
| Giselda, Arvino leánya                                                | szoprán    |
| Oronte, Acciano fia                                                   | tenor      |
| Acciano, Antiochia zsarnoka                                           | tenor      |
| Sofia, Acciano felesége                                               | szoprán    |
| Pirro, Arvino istállómestere                                          | basszus    |
| Szerzetesek, kereszteslovagok, katonák, követek, zarándokok, háremnők |            |

## Cselekmény
Helyszín: Milánó, Antiochia, Jeruzsálem
Idő: 1096

### Első felvonás
Első jelenet
Milánó: Szent Ambrus bazilika előtti tér
A két fivér, Arvino és Pagano, akik valamikor egy asszony miatt veszekedtek, elhatározzák, hogy Isten színe előtt, a Szent Ambrus bazilikában kibékülnek. A 18 évnyi száműzetés után hazatérő Pagano bűntudatot színlel és titokban továbbra is testvére meggyilkolását tervezi. Arvinót a lombardiai keresztesek vezérüknek választják.
Második jelenet
Milánó: Arvino háza előtt
A közeli zárda apácái esti ájtatosságuk során Isten áldásáért és békéért könyörögnek, miközben a kaputól nem messze Pagano a gyilkosságot készíti elő.
Harmadik jelenet
Milánó: Arvino házában
Arvino hitvese, Viclinda nem bízik Paganóban. Lányával Giseldával Istenhez imádkozik és megfogadja, hogy elzarándokolnak a Szent Sírhoz Jeruzsálembe. Pagano és cinkosai felgyújtják a házat, de Pagano tévedésből nem fivérét, hanem a szintén Arvino házában tartózkodó apját öli meg. Giselda megakadályozza, hogy bosszút álljanak, ezért Paganót száműzik a városból.

### Második felvonás
Első jelenet
Antiochia: trónterem Acciano palotájában
A keresztesek Antiochia alatt állnak, nyomukban pusztítás és erőszak. Acciano meg fogja védelmezni a városát. A palota háremében raboskodik Giselda, akibe beleszeretett Oronte, Acciano fia. Anyja, Sofia, aki már áttért a keresztény hitre, örül ennek a szerelemnek.
Második jelenet
Egy sziklabarlang előtt
A száműzött Pagano türelmetlenül várja a lombard kereszteseket, hogy csatlakozzék hozzájuk. Remeteként vezekel és már szent ember hírében áll. Arvino is eljön, hogy tanácsot kérjen tőle. miképpen tudná megmenteni raboskodó lányát. A remete megígéri, hogy segíteni fog.
Harmadik jelenet
Antiochia: a palota háreme
Féltékeny rabszolganők dicsérik Giselda szépségét. Antiochia árulás folytán a keresztesek kezébe kerül. Behatolnak Acciano palotájába, és úgy tűnik, Orontét is megölik a harcban. Giselda ekkor megátkozza apját, a keresztesek vezetőjét. Arvino meg akarja ölni lázadó lányát.

### Harmadik felvonás
Első jelenet
A keresztesek tábora Josaphat völgyében
A sereget követő zarándokok köszöntik a távolban látszó Jeruzsálemet. Giselda elmenekül apja sátrából és találkozik a halottnak vélt Orontével. Mindketten maguk mögött hagyják minden eddigi kötelezettségüket, és elhatározzák, hogy csak egymásnak élnek.
Második jelenet
Arvino sátra
Arvino megátkozza lányát. Pagano, a remete eltűnik.
Harmadik jelenet
Egy barlang belseje
Giselda a halálosan megsebesített Orontével egy barlangba menekül. A remete, aki követte őket, megkereszteli.

### Negyedik felvonás
Első jelenet
Barlang Jeruzsálem közelében
Giseldának látomása van: megjelenik előtte Oronte és megjósolja, hogy a Siloé forrásból víz fog fakadni.
Második jelenet
A lombardok sátrai Ráchel sírjának közelében
Szomjúságtól elgyötörten a lombardok hazájukra gondolnak. Giselda, a remete és Arvino meghozza a csodás forrás hírét. Új erőre kapva a lombardok készek elfoglalni Jeruzsálemet.
Harmadik jelenet
Arvino sátra
A remete a harcban halálos sebet kapott. A halál küszöbén Pagano felfedi kilétét, és a két férfi végül kibékül.

## Híres áriák, zeneművek
- Sciagurata! Hai tu creduto - Pagano áriája (első felvonás)
- Salve Maria! - Giselda imája (első felvonás)
- La mia letizia infondere - Oronte áriája (második felvonás)
- Qual volutta trascorrere - hármad (harmadik felvonás)
- Non fu sogno - Giselda áriája (negyedik felvonás)
- O Signore, dal tetto natio! - a kereszteslovagok kórusa (negyedik felvonás)